# الشعيبة (حبيل جبر)

تعديل مصدري - تعديل

الشعيبة هي إحدى قرى عزلة حبيل جبر بمديرية حبيل جبر التابعة لمحافظة لحج، بلغ تعداد سكانها 86 نسمة حسب تعداد اليمن لعام 2004.